# Cinara cronartii
Cinara cronartii är en insektsart som beskrevs av Tissot och Pepper 1967. Cinara cronartii ingår i släktet Cinara och familjen långrörsbladlöss. Inga underarter finns listade i Catalogue of Life.